# 雛見風香
雛見 風香（ひなみ ふうか）は、日本の女性声優。主にアダルトゲームに声を当てている。

## 出演

### アダルトゲーム
2007年
- Dies irae -Also sprach Zarathustra-（氷室玲愛）
- R.U.R.U.R 〜ル・ル・ル・ル〜 このこのために、せめてきれいな星空を（R-ヒナギク）
- リリカル♪りりっく（貴水鈴）

2008年
- FORTUNE ARTERIAL（悠木かなで）[1]
- 水平線まで何マイル? -Deep Blue Sky&Pure White Wings-（名香野陽向）

2009年
- すまいるCubic! -水平線まで何マイル? アフター&アナザーストーリーズ-（名香野陽向）
- Dies irae Also sprach Zarathustra -die Wiederkunft-（氷室玲愛）
- Dies irae 〜Acta est Fabula〜（氷室玲愛）

2011年
- 神咒神威神楽（天魔・常世）[2]

### 一般向ゲーム
2010年
- R.U.R.U.R ル・ル・ル・ル -petit prince-（R-ヒナギク）

### ドラマCD
- FORTUNE ARTERIAL〜through the season〜（悠木かなで、2008年）
- Dies irae Verfaulen segen（氷室 玲愛、2010年）

### ラジオCD
- DJCD オーガスト放送局 修智館学院出張生徒会 Vol.2、4、6（2010年 - 2011年）

### 音楽CD
- リリカル♪りりっく キャラクターソングVol.1「Wish」
- FORTUNE ARTERIAL feeling assort（2009年8月14日）
- FORTUNE ARTERIAL キャラクターソングアルバム2 プロジェクトB（2010年8月13日）